# كسوف الشمس 11 أبريل 2070
سيحدث كسوف كلي للشمس في 11 أبريل 2070. يحدث كسوف الشمس عندما يمر القمر بين الأرض والشمس ، وبالتالي يحجب صورة الشمس كليًا أو جزئيًا عن مشاهد على الأرض. يحدث الكسوف الكلي للشمس عندما يكون القطر الظاهري للقمر أكبر من قطر الشمس ، مما يحجب كل ضوء الشمس المباشر ، ويحول النهار إلى ظلام. تحدث الكلية في مسار ضيق عبر سطح الأرض ، مع كسوف جزئي للشمس مرئي فوق المنطقة المحيطة بعرض آلاف الكيلومترات.

## الخسوفات ذات الصلة

### كسوف الشمس 2069-2072
هذا الكسوف هو جزء من سلسلة كسوف الشمس 2069-2072. يتكرر الكسوف في كل 177 يومًا تقريبًا و 4 ساعات في العقد المتناوبة من مدار القمر.
| 120 | أبريل 21, 2069 جزئي | 125 | أكتوبر 15, 2069 [الإنجليزية] جزئي |
| 130 | أبريل 11, 2070 كلي  | 135 | أكتوبر 4, 2070 حلقي               |
| 140 | مارس 31, 2071 حلقي  | 145 | سبتمبر 23, 2071 كلي               |
| 150 | مارس 19, 2072 جزئي  | 155 | سبتمبر 12, 2072 كلي               |

### ساروس 130
هذا الكسوف جزء من دورة ساروس 130 ، يتكرر كل 18 سنة ، 11 يومًا ، ويحتوي على 73 حدثًا.
- بدأت السلسلة بكسوف جزئي للشمس في 20 أغسطس 1096.
- وهي تحتوي على كسوف كلي من 5 أبريل 1475 حتى 18 يوليو 2232.
- لا يوجد خسوف حلقي في السلسلة.
- تنتهي السلسلة عند العضو 73 ككسوف جزئي في 25 أكتوبر 2394.

كانت أطول مدة للمجموعة الكلية 6 دقائق و 41 ثانية في 11 يوليو 1619. كل الكسوف في هذه السلسلة يحدث عند العقدة الهابطة للقمر.
| أعضاء السلسلة 43-56 بين 1853 و 2300 | أعضاء السلسلة 43-56 بين 1853 و 2300 | أعضاء السلسلة 43-56 بين 1853 و 2300 |
| 43                                  | 44                                  | 45                                  |
| ----------------------------------- | ----------------------------------- | ----------------------------------- |
| نوفمبر 30, 1853 [الإنجليزية]        | ديسمبر 12, 1871 [الإنجليزية]        | ديسمبر 22, 1889 [الإنجليزية]        |
| 46                                  | 47                                  | 48                                  |
| يناير 3, 1908 [الإنجليزية]          | يناير 14, 1926 [الإنجليزية]         | يناير 25, 1944 [الإنجليزية]         |
| 49                                  | 50                                  | 51                                  |
| فبراير 5, 1962 [الإنجليزية]         | فبراير 16, 1980 [الإنجليزية]        | فبراير 26, 1998 [الإنجليزية]        |
| 52                                  | 53                                  | 54                                  |
| مارس 9, 2016                        | مارس 20, 2034                       | مارس 30, 2052                       |
| 55                                  | 56                                  | 57                                  |
| أبريل 11, 2070                      | أبريل 21, 2088                      | مايو 3, 2106                        |
| 58                                  | 59                                  | 60                                  |
| مايو 14, 2124                       | مايو 25, 2142                       | يونيو 4, 2160                       |
| 61                                  | 62                                  | 63                                  |
| يونيو 16, 2178                      | يونيو 26, 2196                      | يوليو 8, 2214                       |
| 64                                  | 65                                  | 66                                  |
| يوليو 18, 2232                      | يوليو 30, 2250                      | أغسطس 9, 2268                       |
| 67                                  |                                     |                                     |
| أغسطس 20, 2286                      |                                     |                                     |

### سلسلة اينكس
هذا الكسوف هو جزء من دورة اينكس طويلة الأمد ، يتكرر عند العقد المتناوبة ، كل 358 شهرًا سينوديًا (≈ 10571.95 يومًا ، أو 29 عامًا ناقص 20 يومًا).
مظهرها وخط طولها غير منتظمين بسبب عدم التزامن مع الشهر غير الطبيعي (فترة الحضيض). ومع ذلك ، فإن مجموعات 3 دورات اينكس (87 سنة ناقص شهرين) تقترب (≈ 1،151.02 شهرًا غير طبيعي) ، لذا فإن الكسوف متشابه في هذه المجموعات.
| أعضاء سلسلة اينكس بين عامي 1901 و 2100:     | أعضاء سلسلة اينكس بين عامي 1901 و 2100:      | أعضاء سلسلة اينكس بين عامي 1901 و 2100:      |
| ------------------------------------------- | -------------------------------------------- | -------------------------------------------- |
| </img> </br>20 يوليو 1925 </br> (ساروس 125) | </img> </br> 30 يونيو 1954 </br> (ساروس 126) | </img> </br> 11 يونيو 1983 </br> (ساروس 127) |
| </img> </br> 20 مايو 2012 </br> (ساروس 128) | </img> </br> 30 أبريل 2041 </br> (ساروس 129) | </img> </br> 11 أبريل 2070 </br> (ساروس 130) |
| </img> </br> 21 مارس 2099 </br> (ساروس 131) |                                              |                                              |

### سلسلة ميتونيك
تتكرر السلسلة ميتونيك كل 19 عامًا (6939.69 يومًا) ، وتستمر حوالي 5 دورات. يحدث الكسوف في نفس تاريخ التقويم تقريبًا. بالإضافة إلى ذلك ، تتكرر سلسلة اكتون الفرعية 1/5 من ذلك أو كل 3.8 سنوات (1387.94 يومًا). تحدث جميع الكسوفات في هذا الجدول عند العقدة الهابطة للقمر.
| 21 أحداث الكسوف بين 21 يونيو 1982 و 21 يونيو 2058 | 21 أحداث الكسوف بين 21 يونيو 1982 و 21 يونيو 2058 | 21 أحداث الكسوف بين 21 يونيو 1982 و 21 يونيو 2058 | 21 أحداث الكسوف بين 21 يونيو 1982 و 21 يونيو 2058 | 21 أحداث الكسوف بين 21 يونيو 1982 و 21 يونيو 2058 |
| يونيو21                                           | أبريل 8–9                                         | يناير26                                           | نوفمبر 13–14                                      | سبتمبر 1–2                                        |
| 107                                               | 109                                               | 111                                               | 113                                               | 115                                               |
| ------------------------------------------------- | ------------------------------------------------- | ------------------------------------------------- | ------------------------------------------------- | ------------------------------------------------- |
| يونيو21, 1963                                     | أبريل 9, 1967                                     | يناير26, 1971                                     | نوفمبر 14, 1974                                   | سبتمبر 2, 1978                                    |
| 117                                               | 119                                               | 121                                               | 123                                               | 125                                               |
| يونيو21, 1982 [الإنجليزية]                        | أبريل 9, 1986 [الإنجليزية]                        | يناير26, 1990 [الإنجليزية]                        | نوفمبر 13, 1993 [الإنجليزية]                      | سبتمبر 2, 1997 [الإنجليزية]                       |
| 127                                               | 129                                               | 131                                               | 133                                               | 135                                               |
| يونيو21, 2001                                     | أبريل 8, 2005                                     | يناير26, 2009                                     | نوفمبر 13, 2012                                   | سبتمبر 1, 2016                                    |
| 137                                               | 139                                               | 141                                               | 143                                               | 145                                               |
| يونيو21, 2020                                     | أبريل 8, 2024                                     | يناير26, 2028                                     | نوفمبر 14, 2031                                   | سبتمبر 2, 2035                                    |
| 147                                               | 149                                               | 151                                               | 153                                               | 155                                               |
| يونيو21, 2039 [الإنجليزية]                        | أبريل 9, 2043 [الإنجليزية]                        | يناير26, 2047 [الإنجليزية]                        | نوفمبر 14, 2050 [الإنجليزية]                      | سبتمبر 2, 2054 [الإنجليزية]                       |
| 157                                               |                                                   |                                                   |                                                   |                                                   |
| يونيو21, 2058 [الإنجليزية]                        |                                                   |                                                   |                                                   |                                                   |

## روابط خارجية
- www.solar-eclipse.de - متوسط التغطية السحابية والمدن على طول مسار الكسوف
- رسومات ناسا